# Johann Marquart

Tractatus politico-juridicus, 1662 (Fondazione Mansutti, Milano).

Antiporta del Tractatus politico-juridicus, 1662
(Fondazione Mansutti, Milano).

Johann Marquart (Lubecca, 24 aprile 1610 – Lubecca, 11 agosto 1668) è stato un giurista tedesco.

## Biografia
Appartenente a una famiglia della Vestfalia, era figlio di un commerciante e imparentato con il borgomastro di Lubecca. Studiò all'Università di Jena, poi in Belgio, in Francia e all'Università di Padova, laureandosi infine in diritto nel 1636 e poi si trasferì a Lubecca. Nel 1640 divenne membro del Consiglio anseatico, poi tesoriere e borgomastro nel 1663. Partecipò in qualità di politico e diplomatico alla firma del Trattato di Brömsebro, che mise fine al conflitto tra Svezia e Danimarca-Norvegia.

## Opere
Tra le sue opere, si ricorda il Tractatus politico-juridicus de iure mercatorum et commerciorum, opera dedicata al commercio e al diritto marittimo. Il primo volume riguarda il diritto commerciale, con numerose fonti normative e consuetudinarie degli stati europei dell'epoca. Il testo è fondamentale per la ricostruzione delle leggi moderne ed è considerato il primo codice commerciale europeo, nonostante fosse stato inserito nell'indice dei libri proibiti nel 1663. Il secondo volume presenta altri testi sull'argomento, come l'ordinanza della città di Amsterdam sulle assicurazioni del 1603 e la Argonautica Gustaviana di Willem Usselinx sulla storia della colonizzazione svedese in America. Il frontespizio è inciso da Daniel Theobalds e presenta il suum cuique tribuere, uno dei precetti giuridici di Ulpiano.